# Avstralazija
Avstralazija je podregija Oceanije, ki zajema Avstralijo in Novo Zelandijo, po nekaterih delitvah pa tudi Novo Gvinejo. V tradicionalni delitvi Oceanije je ena od štirih regij, poleg Melanezije, Mikronezije in Polinezije.
Izraz je skoval Charles de Brosses v Histoire des navigations aux terres australes (1756). V začetku 20. stoletja so to ime uporabljale združene športne ekipe iz Avstralije in Nove Zelandije na nekaterih mednarodnih tekmovanjih, denimo na Davisovem pokalu v tenisu med letoma 1905 in 1922 ter na poletnih olimpijskih igrah v letih 1908 in 1912.